# 后天免疫系统
後天性免疫（英語：adaptive immunity）也稱為獲得性免疫、適應性免疫、特異性免疫、專一性防禦，是一種經由與特定病原體接觸後，產生能識別並針對特定病原體啟動的免疫反應。和後天性免疫相對的是先天性免疫。後天免疫系統主要存在於有頜下門的脊椎動物中，近年來也在細菌以及古菌中發現，即 CRISPR/Cas 系統。脊椎動物的後天免疫系統可粗略分為體液免疫和细胞免疫。
与先天免疫系统不同，后天免疫系统对特定的病原体做出特异性的反应。后天免疫系统可以在初次感染某种病原体后产生免疫记忆，并在下一次感染这种病原体时产生更强的抵抗力。这一特征是疫苗接种的理论基础。这样的免疫记忆有时可以为机体提供长时间的保护，例如，感染麻疹后痊愈的人终身都会具有对麻疹的抵抗力；对其他一些病原体而言，这种记忆并不会持续终身，例如水痘。
后天免疫系统会消灭外来的病原体以及它们分泌的有毒物质，但有时，后天免疫系统无法区分外来物质是否有害，这就是枯草热、哮喘和任何其他过敏症状的原因。无论是无害的花粉，还是使人染病的流感病毒，任何可以引发后天免疫系统反应的物质都可以称为抗原。
执行后天免疫系统功能的细胞就是白细胞中的淋巴细胞。体液免疫和细胞免疫机能分别由两类淋巴细胞——B细胞和T细胞负责。B细胞负责分泌抗体（也就是免疫球蛋白）。抗体在血液中流动，结合外来的抗原并使其失活。
后天免疫系统之所以也称为“获得性”免疫，是因为机体对病原体特异性的免疫力是后天“获得”的，反之，先天免疫系统对病原体一般性的抵抗力是编码在遗传基因中而先天“固有”的。“适应性”免疫的说法则是因为它的最终目的是对不同环境的适应。
后天免疫系统的“适应性”来自于体细胞超突变（快速的体细胞突变过程）和V（D）J重组（不可逆的抗原受体基因重组）。这两个过程使得少量的基因可以产生大量不同的抗原受体，并各自表达于不同的淋巴细胞表面。由于基因重组是不可逆的，这些淋巴细胞的子代（包括记忆细胞）都会继承同样特异性的抗原受体基因。
免疫网络理论是一种试图解释后天免疫系统工作机制的理论框架。这一理论的建立基于之前有关克隆选择的概念。现在这一理论已经被应用于艾滋病疫苗的研发。
注意，先天免疫系统和获得性免疫系统是密切合作，而不是互相排斥的。如果没有先天免疫系统中抗原呈递细胞的帮助，获得性免疫系统中的T细胞几乎无法被激活，而B细胞也不能正常工作；同样，如果没有获得性免疫系统特化而高效的防御手段，先天免疫系统也无法处理顽固的病原体感染。

## 功能
当病原体穿过了固有免疫的屏障，且符合以下两个条件：（1）产生了一定量的抗原；（2）产生了活化树突状细胞的“异己”或者“危险”信号时，获得性免疫系统就会被激活。其只针对特定的抗原，且具有四种特性：识别性（self/nonself recognition）、多样性（diversity）、专一性（specificity）、记忆性（memory）。
获得性免疫系统的主要功能包括：
- 从接触到的大量抗原中识别出“异己”的抗原，并呈递给淋巴细胞。
- 有“多样化”的抗原接受器，以识别多种抗原，且能辨认同一抗原上的不同的或多样的表位。
- 产生能最大化消灭“特定专一”病原体或感染细胞的免疫反应。
- 将感染过的病原体的信息以记忆B细胞和记忆T细胞的形式保存，也就是免疫记忆。

在人体内，获得性免疫系统需要4-7天来产生足够明显的免疫反应。

## 淋巴细胞
获得性免疫系统中最重要的是T淋巴细胞和B淋巴细胞。淋巴细胞是白细胞下的一个子类。B细胞和T细胞是主要的两类淋巴细胞。人体内有2万亿个淋巴细胞，占白细胞数的20-40%。这些淋巴细胞的总重量和大脑或肝脏的重量相近。仅有2%的淋巴细胞在外周血中随血流循环，其他的都在其他组织和淋巴系统中。
B细胞和T细胞都来自于骨髓中的多能造血干细胞，在它们被激活之前，两种细胞从形态学特征上是难以区分的。B细胞在体液免疫中发挥着重要作用，而T细胞主要参与细胞免疫。
T细胞的前体会从骨髓迁移到胸腺中，成为胸腺细胞，并在此处发育为T细胞。在人体内，每小时有大约1-2%的淋巴细胞完成一次循环，以使淋巴细胞捕获到特异性抗原的机会最大化。在成年动物中，外周淋巴器官内至少包含了3个阶段的B细胞及T细胞：
1. 未成熟的B细胞和T细胞；
2. 成熟的效应B细胞和效应T细胞；
3. 记忆B细胞和T细胞。

## 抗原呈递
获得性免疫的正常工作依赖于免疫细胞分辨机体自身细胞和外来入侵者的能力。机体自身的细胞会表达“自身”抗原，这些抗原和细菌表面的抗原，或被病毒感染的细胞表面的抗原（“异己”抗原）都不相同。获得性免疫系统就是通过识别“异己”抗原而启动对抗入侵者的免疫反应。
除了没有细胞核的细胞（比如红细胞），所有的自体细胞都能够通过主要组织相容性复合物（MHC）分子来呈递自身的抗原。有一些细胞专门担任呈递抗原，激活T细胞的工作——树突状细胞、B细胞和巨噬细胞具有特殊的共刺激配体，可以结合T细胞上的共刺激受体来更好地激活T细胞。这些细胞被称为专门的抗原呈递细胞(APCs)。
有几类T细胞可以被专门的抗原呈递细胞激活，而每一类T细胞都能够处理不同类型的毒素和病原体，最终启动的免疫反应类型也与抗原呈递细胞识别抗原时的环境相关。

### 外来抗原
树突状细胞可以吞噬外来的病原体（比如细菌、寄生虫）或者毒素，之后根据趋化因子的信号迁移到富含T细胞的淋巴结内。在迁移过程中，树突状细胞会失去吞噬其他病原体的能力，同时获得与T细胞相互作用的能力。树突状细胞会利用水解酶将吞入的病原体分解成碎片分子，也即是抗原。在淋巴结内，树突状细胞会把这些“异己”抗原和主要组织相容性复合物-II（MHC-II）分子偶联，并呈递到细胞表面。淋巴结内的T细胞则会识别MHC-抗原复合物，并激活CD4+辅助T细胞。

### 内源抗原
内源抗原包括了机体自身蛋白质的抗原。所有的有核细胞都会把胞内降解的蛋白质片段（无论这些蛋白质是正常的，还是癌变或感染的产物），和主要组织相容性复合物-I（MHC-I）分子偶联，并呈递到细胞表面。CD8+细胞毒性T细胞可以识别这些抗原，一旦它们发现了“异己”抗原，就会激活免疫反应，并将这个呈递了“异己”抗原的细胞消灭。

## T细胞

### CD8+ T细胞和细胞毒性
细胞毒性T细胞，是T细胞中的一类。它们负责诱导被病原体（通常是病毒）感染、以及受损、衰老、癌变细胞的死亡。
初级细胞毒性T细胞的T细胞受体（TCR）与MHC-I-抗原复合物结合时，如果亲和力合适（一般是识别了“异己”抗原的情况），细胞毒性T细胞就可能被激活。激活的细胞毒性T细胞将经过克隆选择，在功能上成熟并快速分裂出大量“武装”起来的效应T细胞，这些效应T细胞可以和其母细胞识别的MHC-I-抗原复合物结合。
细胞毒性T细胞的效应细胞通过MHC-I-抗原复合物识别异常的细胞后，就会释放穿孔素和颗粒溶解素等细胞毒素，破坏靶细胞的细胞膜，使其裂解死亡。效应T细胞也会释放颗粒酶，这种在囊泡内的丝氨酸蛋白酶可以通过小孔进入细胞，并诱导细胞凋亡。这一过程对于正常组织也有可能造成损害，所以细胞毒性T细胞的激活是被严格控制的。一般需要T细胞受体（TCR）与MHC-I-抗原复合物之间相当强的结合力，或者来自辅助T细胞的额外激活信号。
在免疫反应末期，大部分寿命短的效应T细胞都会死亡，但是一部分记忆T细胞将会在淋巴组织内存活下来。在下一次遇到同样的抗原时，这些记忆细胞可以以很快的速度分裂分化为效应T细胞，相比初次遇到某种抗原时，产生有效免疫反应的速度将会大大提高。

### 辅助T细胞
CD4+淋巴细胞，也被称为辅助T细胞，作为免疫反应中的中介，在启动和调节获得性免疫系统功能上有着不可或缺的作用。这些细胞不能吞噬病原体，也没有杀伤异常细胞的功能，它们的责任在于指导其他的细胞去更好地执行这些必要而有危险性的工作。
辅助T细胞表达的TCR可以和MHC-II分子结合。初级辅助T细胞的激活使其可以释放细胞因子，从而影响其他细胞的功能，包括负责激活T细胞的抗原呈递细胞。相比于细胞毒性T细胞，辅助T细胞需要的激活信号强度较弱。辅助T细胞还可以帮助激活细胞毒性T细胞。

#### Th1与Th2：辅助T细胞应答
按照主流的观点，专门的抗原呈递细胞可以诱导两类不同的辅助T细胞应答反应，分别称为Th1和Th2，两者被用于应对不同类型的病原体。诱导两种辅助T细胞应答反应差异的决定因素，现在还没有被完全阐明。
Th1应答以干扰素-γ的产生为特点。干扰素-γ可以激活巨噬细胞杀灭细菌的能力，并诱导B细胞产生具有调理作用和结合补体的抗体，最终激活细胞免疫机制。一般而言，对于细胞内的病原体Th1应答更有效。
Th2应答以白介素5的产生为特点。白介素5可以诱导嗜酸性粒细胞消灭寄生虫的活性。Th2应答也可以产生白介素4，用于促进B细胞的类型转换。一般而言，对于细胞外的病原体（比如一些细菌和蠕虫）Th2应答相对更有效。 和细胞毒性T细胞类似，在免疫反应末期，大部分被激活的辅助T细胞都会死亡，但是一部分记忆细胞将会在淋巴组织内存活下来，以备下一次感染。
近年来，对小鼠和人体的科学研究使得人们对于CD4+辅助T细胞的多样性有了更深的了解。调节T细胞(Treg)作为一类CD4+T细胞，具有抑制获得性免疫活性的作用，可以克制免疫系统对自体抗原的误伤，在对自身免疫病的反制上有重要的意义。滤泡辅助T细胞(Tfh)是另一类独特的CD4+T细胞，它们专门为B细胞的体液免疫功能提供帮助。只有Tfh细胞能够迁移到次级淋巴器官的滤泡B细胞处，并为其提供积极的旁分泌信号，促进B细胞产生高亲和力的抗体。和Treg细胞类似，Tfh细胞在免疫耐受中也有起到作用。异常的Tfh细胞增生可以导致不受控制的自身反应性抗体生产，带来严重的系统性自身免疫失调。
CD4+T细胞的重要性可以在人类获得性免疫缺陷病毒（HIV）的感染致病机理上体现出来。HIV专门攻击CD4+T细胞，这样不仅能削弱机体对HIV这种病毒的抵抗力，更从整体上降低了免疫系统的协调活性，使得其他各种病原体更容易入侵患者的体内。

### Gamma delta T细胞
Gamma delta T细胞(γδ T细胞)具有和一般的CD4+及CD8+ αβ T细胞不同的T细胞受体(TCR)，和其他一些非典型T细胞类群（例如CD1d限定的自然杀伤T细胞）类似，γδ T细胞的特征介于获得性免疫细胞和固有免疫细胞之间。一方面，γδ T细胞可以通过V(D)J重组自身的TCR基因，也有记忆细胞的表型，可以被分类为获得性免疫细胞；另一方面，一些γδ T细胞的TCR可以作为模式识别受体（PRRs），对一些微生物的一般性副产物发生反应，具有固有免疫细胞的特征。

## B细胞和抗体
B细胞是负责生产抗体的细胞。抗体作为免疫系统的重要防御手段，在血浆和淋巴中都存在，对机体抵御和消灭病原体有重要的作用，基于抗体的免疫机制也称为体液免疫。抗体也称为免疫球蛋白（Ig），单体是Y形的蛋白质分子，可以特异性地识别并结合各种抗原分子。哺乳动物体内有5种抗体：IgA、IgD、IgE、IgG和IgM，这5种抗体有各自的结构特点，具有的免疫学功能也互不相同。
抗体结合抗原后，主要通过以下5种机制执行防御功能：
- 凝集作用：沉淀、防止病原体附着
- 激活补体：引发炎症和细胞裂解
- 调理作用：便于细胞吞噬
- 依赖于抗体的细胞毒性：辅助细胞毒性T细胞的工作
- 中和作用：防止病原体附着在粘膜上

和T细胞类似，B细胞也会表达特有的B细胞受体（BCR）。BCR事实上可以看作是结合在细胞膜上的抗体蛋白质。同一克隆的B细胞生成的BCR和抗体都具有相同的特异性，结合的抗原都是同一种。B细胞和T细胞间决定性的一个区别就在于它们识别抗原的方式：B细胞识别抗原的天然形态；而T细胞则识别被酶处理过的，和MHC结合的抗原短链。静息状态下的初级B细胞是不生产抗体的。当初级B细胞结合了符合其特异性的抗原，并且接收了来自辅助T细胞（主要是Th2）的激活信号，激活的B细胞就会快速分裂，并分化出能够大量产生抗体的浆细胞。
浆细胞是B细胞类的效应细胞，它们生产的大量抗体能够结合病原体上的抗原，使其更容易被吞噬细胞清除，同时促进补体系统的级联反应，进一步加强免疫系统的攻势。但是大部分的浆细胞只有2-3天的寿命。大约10%的浆细胞能够成为寿命较长的记忆细胞，和T细胞的记忆细胞类似，当它们再次识别到同样的抗原时，能够更快的产生免疫反应。

## 其他动物中的形式

### 无颌类脊椎动物
原始的无颌类脊椎动物，例如七鳃鳗和盲鳗，具有由3个细胞谱系组成的获得性免疫系统，这3个细胞谱系分别和B细胞、αβ T细胞和类固有γΔ T细胞同源。这些动物不具有传统意义上的抗体和T细胞受体，而具有一类多变的可变淋巴细胞受体(VLRs)分子。这类分子的功能和有颌类脊椎动物的抗体和T细胞受体相似，也可以结合病原体的抗原，而且也仅由少数基因编码。

### 昆虫
曾经，人们认为昆虫和其他无脊椎动物只具有固有免疫系统。然而，近来人们在昆虫中发现了一些获得性免疫的特征，例如免疫记忆和特异性识别，虽然这些特性是以和脊椎动物不同的机理产生的。
人们在昆虫中观察到了类似免疫记忆的现象：当昆虫暴露在有非致死量或者热失活致病细菌的环境中之后，昆虫能够获得针对这类细菌的免疫力，使其可以在之后第二次致死量细菌感染中存活下来。与脊椎动物不同的是，昆虫并不具有专业的获得性免疫细胞。昆虫的这些功能是由血细胞提供的，血细胞具有和吞噬细胞类似的功能，在经过上述的免疫后，它们可以更有效地识别和吞噬特定的病原体。昆虫中还发现了可以向后代传递的免疫记忆：例如，如果蜜蜂的蜂后感染了一种细菌，那么之后新生的工蜂也会获得对这种细菌更强的抵抗力。其他以赤拟谷盗为模型的实验也说明，这类免疫记忆从父母的任何一方都可以传递到后代。
有关昆虫中对病原体的特异性识别，基于Dscam基因的学说是最被广泛接受的。Dscam基因包含了3个可变免疫球蛋白结构域，这些结构域可以通过选择性剪切达到相当的多样性。实验证明，在暴露于不同病原体后，有不同剪切形式的Dscam基因产生。而在感染中，仅有产生了可以特异性识别这次感染病原体的Dscam基因的个体才能存活。
其他支持昆虫特异性免疫能力的机制还有RNA干扰(RNAi)，RNAi是一种高特异性的抗病毒机制。通过短链RNA的产生和细胞质中其他蛋白质复合物的配合，RNAi可以从多个途径阻断病毒遗传物质的复制。虽然，我们已经有一些研究成果，但是对于昆虫的免疫机制仍然没有确切的系统性结论。

## 免疫记忆
当B细胞和T细胞被激活后，都可以生成一定数量的记忆细胞，这些记忆细胞事实上可以视为是一个可以快速调动的，对某些特定病原体有效的，效应B细胞和效应T细胞的储存库。这样，在第二次遇到曾经遇到过的病原体时，机体可以更快地启动更强的免疫防御反应。好像具有某种记忆一般，曾经花了很大功夫解开过的谜题，第二次碰到就可以又快又好地解决。这也是“适应性”免疫系统的本义。以上所描述的基本是长时程的主动免疫记忆，也有只能持续较短时间的被动免疫记忆，详见下文。

### 被动免疫
被动免疫记忆的持续时间一般在几天到几个月。新生儿包括免疫系统在内的各项身体机能都没有完全发育，而且基本也没有之前自身的主动免疫记忆，所以相当容易被病原体感染。新生儿的免疫功能基本依靠母亲提供的多层被动免疫防护：在子宫内，母体的IgG可以通过胎盘转移到胎儿体内，以至于新生儿的体内抗体浓度相对较高，可以对抗一些母体曾感染过的病原体。母乳中含有的抗体（主要是IgA）则可以通过哺乳被新生儿的肠道吸收，为新生儿提供对抗细菌的免疫力。当来自母体的抗体逐渐被降解，被动免疫失效的时候，婴儿已经具备自己生产抗体的能力了。
因为没有自身产生免疫反应，而只是从其他个体处获得了没有再生能力的抗体，新生儿的这种免疫机制称为被动免疫。除此之外，通过注射含有高浓度特异性抗体的血浆，也可以达到人为形成被动免疫的目的。

### 主动免疫
一般而言，主动免疫就是指通过自身免疫反应产生的，以记忆细胞为载体的长时程免疫记忆，这种免疫反应可以来自于感染，也可以来自于疫苗接种、抗原入侵、器官移植。主动免疫的优点是免疫效果持续较长，缺点为需时较久才能激活免疫系统。
主动免疫可分为两大类：细胞介导免疫及体液免疫，两者都有专一性。

#### 免疫接种
历史上，传染病曾经是人类死亡的主要原因。在过去的一个世纪中，两个重要的因素抑制了传染病的传播：环境卫生和免疫接种。免疫接种，或者说疫苗接种，是一种人为引发免疫反应的做法，也是至今科学家们发展出来对人体免疫系统最有效的利用方式。对免疫系统的特异性和可诱导性进行了充分的利用，是疫苗接种成功的原因。
疫苗接种背后的原理，是将一种来自于特定病原体的抗原引入机体，在不引发病理症状的前提下，使机体的免疫系统获得对这种病原体的抵抗能力。
大部分的病毒疫苗都是基于减毒的病毒株，而很多细菌疫苗则是基于细菌的非细胞组分，例如无害的毒素片段。很多基于非细胞组分的抗原无法引发足够的免疫反应，所以大部分的细菌疫苗需要免疫佐剂的辅助，来帮助激活固有免疫系统中的抗原呈递细胞，增强疫苗的有效性。

## 免疫多样性
一个抗体分子由两条重链和两条轻链组成。独特的可变区使得抗体可以去识别其对应的抗原。
大部分的大分子，包含几乎所有的蛋白质和很多多糖类物质，都可以作为抗原。抗原分子上和抗体或者淋巴细胞受体相互作用的部分，称为表位或者抗原决定簇。大部分抗原分子上都具有多个表位。在所有的淋巴细胞中只有很小的一部分(小于0.01%的比例)是对某个特定的抗原有特异性结合力的，也就是说，大部分淋巴细胞识别的抗原表位并不相同。
为了对不同的抗原做出合适的反应，免疫系统需要能够分辨识别自然界中各式各样的抗原分子的能力。人体主要依靠抗体分子来识别抗原分子，抗体分子与抗原分子好比钥匙与锁的关系，为了能够打开各种可能出现的锁（抗原），人体需要准备和锁的种类同样数量的钥匙（抗体）。即使在没有抗原刺激的情况下，人体也可以制造出多于1012种抗体。如果每种不同的抗体蛋白质都由单独的基因编码，需要的基因数目将相当之多，然而人类基因组中编码蛋白质的基因数量少于25000个。
抗体和淋巴细胞受体的多样性来自于克隆选择。根据克隆选择学说，从出生之时，动物就会基于一小段基因序列，随机产生大量不同的淋巴细胞，这些淋巴细胞各自编码的淋巴细胞受体（抗体）序列互不相同。 从一小段基因序列随机产生大量不同的淋巴细胞受体（抗体）序列的具体过程，称为V（D）J重组，是把原始序列中的分段重新随机排列组合，加上自发突变的过程。

## 妊娠过程中的获得性免疫
免疫系统的基石是对“自己”和“异己”的识别。因此，妊娠过程中母体的免疫系统为何不会攻击应该被识别为“异己”的胎儿，是一个很有趣的问题。虽然这个问题至今仍然没有得到系统性的解答，但是有两个经典的解释：第一，胎儿事实上是位于母体的免疫豁免区内，也就是子宫，这一区域免疫系统的活动是不活跃的；第二，胎儿自身可以在局部水平抑制母体的免疫反应，这一免疫抑制或许是通过主动耗竭区域内的营养来达成的。一个更新的解释则指出，妊娠过程中子宫产生的一些糖蛋白可以抑制针对子宫的免疫反应。
在胎生哺乳动物（除单孔目外的所有哺乳动物）的妊娠过程中，内源性逆转录病毒(ERVs)会被激活，而且在胚胎的植入过程中会大量产生。现在一般认为ERVs具有免疫抑制的活性，或许就是母体保护胚胎的机制之一。另外，病毒融合蛋白会导致胎盘合胞体的形成，从而限制母体和胎儿之间细胞的交换（如果是简单的上皮组织屏障，则可以被大部分淋巴细胞穿过）。利用融合蛋白来实现免疫抑制，确实是病毒感染过程中常用的机制。一般认为现代的胎生哺乳动物是在发生了病毒感染后进化的，是这种病毒感染使得胎儿可以被母体的免疫系统所耐受。 人类基因组计划在人类基因组中发现了数千个ERVs，并分为24个家族。

## 免疫网络理论
免疫网络理论是一个试图解释获得性免疫系统工作机制的理论框架。其中主要的两个概念，个体型（idiotype）指的是抗体分子上与抗原特异性相关的独特分子特征，反个体型（anti-idiotype）则是指抗原分子上与抗体结合相关的分子特征。该理论就是基于个体型和反个体型的相互作用。免疫网络理论自1974年开始，主要由Niels Jerne和Geoffrey W. Hoffmann在克隆选择假说的基础上发展而来，被认为与HIV的病理和疗法研究有关。

## 与固有免疫系统的关系
在最近几十年生物医学的发展中最有趣的之一就是对固有免疫系统工作机理的阐明。固有免疫系统的一部分是体液免疫的，例如补体系统。另一部分则和细胞上的模式识别受体有关，例如Toll样受体（可以诱导干扰素和其他细胞因子的产生，增强单核细胞的抗感染能力）。固有免疫反应中产生的细胞因子，也是激活获得性免疫系统的重要因素之一。

## 进化
获得性免疫系统虽然在哺乳动物中研究得较为透彻，但是却于大约5亿年前起源于有颌类鱼类中。这个系统中大部分类型的分子、细胞、组织和相关的免疫机制都可以在软骨鱼中找到。淋巴细胞受体、免疫球蛋白、主要组织相容性复合物（MHC）则可以在所有的有颌类鱼类中找到。最古老的免疫球蛋白类型，IgM，在软骨鱼细胞中就是结合在细胞膜上，并且可以在刺激下分泌的。鲨鱼中的IgW亚型，和哺乳动物的IgD亚型相关。抗体基因的组织形式在硬骨鱼和哺乳动物中则有所不同。
淋巴细胞存在于一些进化上早于脊椎动物的后口动物中，例如海胆。这些细胞可以通过模式识别受体(PRRs)结合抗原，属于固有免疫机制。在无颌类鱼类中，有两类淋巴细胞利用可变淋巴细胞受体(VLRs)结合抗原。但是这些动物体内的免疫相关基因重组机制与有颌类脊椎动物不同。
一般认为，免疫系统从低等动物到有颌类的进化，经过了两个重要的演化事件：一是RAG转座子的出现、二是全基因组的两次复制。

## 获得性免疫的类型
主动免疫来自于遭遇到合适抗原时，自身免疫系统的激活。被动免疫则和自身免疫系统的激活没有关系，往往只是抗体的转移。
- 天然主动免疫 – 当人体被病原体感染，痊愈后获得的免疫。
- 天然被动免疫 – 妊娠期母体通过胎盘向胎儿体内转移抗体，和哺乳期通过母乳使婴儿获得抗体。
- 人工主动免疫 – 通过接种疫苗（灭活或减毒的病原体），使宿主获得的免疫力。
- 人工被动免疫 – 直接向人或动物体内注射抗体，作为医疗手段。